# Province de Pichincha
La province de Pichincha est l'une des 24 provinces qui constituent la  république de l'Équateur. Sa capitale, Quito, est aussi celle du pays.

## Géographie
Sur son sol se trouve le volcan Guagua Pichincha. Les provinces limitrophes sont Esmeraldas, Imbabura, Sucumbíos, Napo, Cotopaxi et Santo Domingo de los Tsáchilas. 

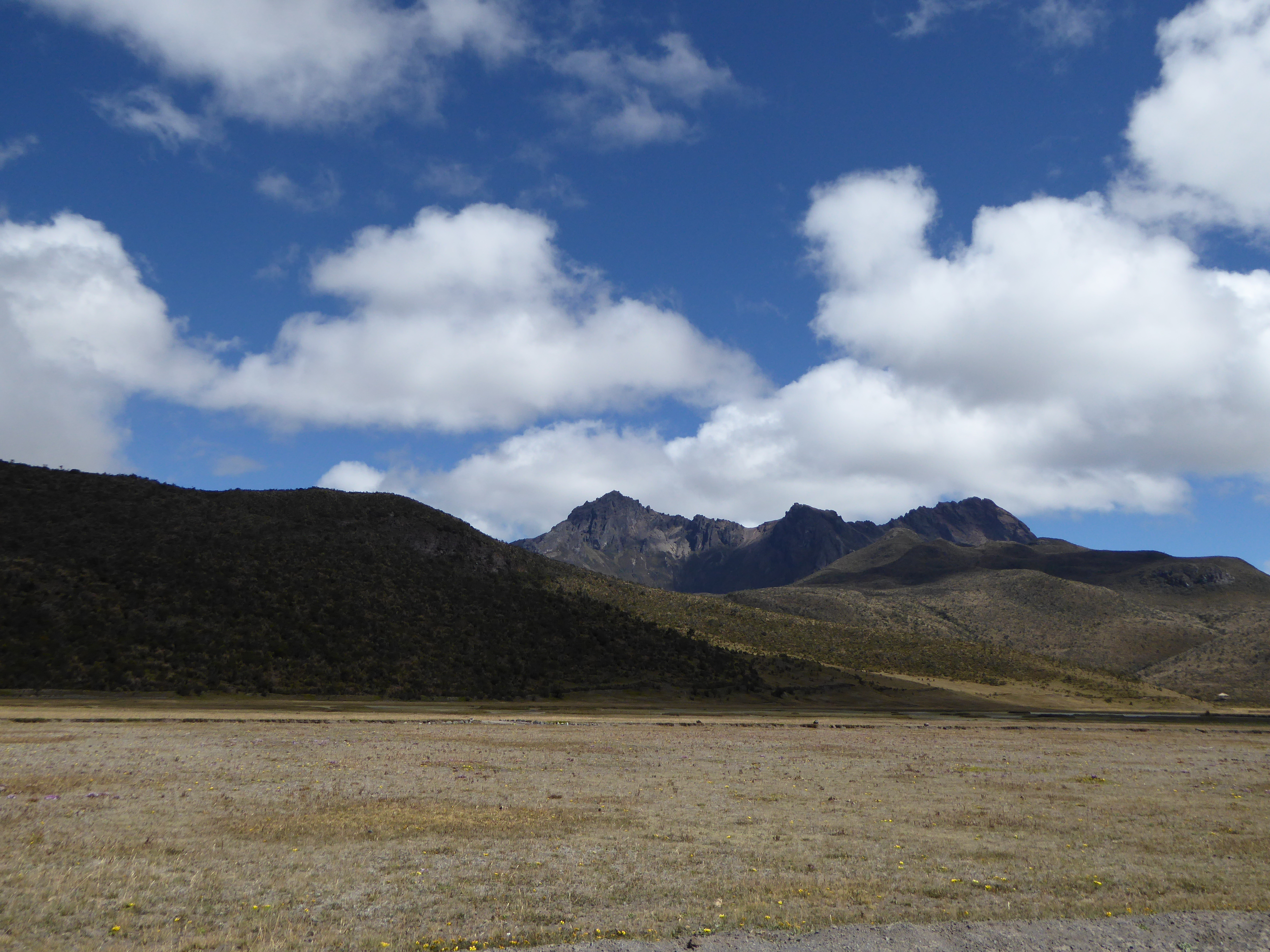
Parc national Im Cotopaxi avec Blick auf den Rumiñahui.

## Divisions administratives
La province est divisée en huit cantons :

Les cantons de la province de Pichincha.

| Canton                          | Superficie (km2) | Population (2010) | Densité (hab./km2) | Chef-lieu                |
| ------------------------------- | ---------------- | ----------------- | ------------------ | ------------------------ |
| Cayambe                         | 1 189            | 85 795            | 72,2               | Cayambe                  |
| Mejía                           | 1 476            | 81 335            | 55,1               | Machachi                 |
| Pedro Moncayo                   | 332              | 33 172            | 99,9               | Tabacundo                |
| Pedro Vicente Maldonado         | 620              | 12 924            | 20,8               | Pedro Vicente Maldonado  |
| Puerto Quito                    | 683              | 20 445            | 29,9               | Puerto Quito             |
| District métropolitain de Quito | 4 183            | 2 239 191         | 535,3              | Quito                    |
| Rumiñahui                       | 139              | 85 852            | 617,6              | Sangolquí                |
| San Miguel de Los Bancos        | 839              | 17 573            | 20,9               | San Miguel de los Bancos |